# 門農 (色雷斯)
門農（希臘語：Μέμνων ὁ；？—前331年），他是馬其頓亞歷山大大帝時的將軍。擔任色雷斯統帥（Strategos）的職位。
亞歷山大東征波斯時門農擔任色雷斯統帥，他於前331年發動叛變，但被留守在馬其頓的攝政安提帕特發兵擊敗。因為門農叛變的關係，馬其頓在色雷斯的力量受到損害，後來接替色雷斯統帥的佐彼利翁，就被蓋塔人的軍隊給擊敗。